# سفیدک سطحی جالیز
سفیدک سطحی جالیز (نام علمی: Podosphaera fuliginea) نام یک گونه از راسته سفیدک سطحی است.